# Siegelsdorf
Siegelsdorf je naselje v Občini Volšperk v Okraju Volšperk na Koroškem v Avstriji.